# Plethodon
Plethodon é um género de anfíbios caudados pertencente à família Plethodontidae.

## Espécies
- †Plethodon ainsworthi
- Plethodon albagula
- Plethodon amplus
- Plethodon angusticlavius
- Plethodon asupak
- Plethodon aureolus
- Plethodon caddoensis
- Plethodon chattahoochee
- Plethodon cheoah
- Plethodon chlorobryonis
- Plethodon cinereus
- Plethodon cylindraceus
- Plethodon dorsalis
- Plethodon dunni
- Plethodon electromorphus
- Plethodon elongatus
- Plethodon fourchensis
- Plethodon glutinosus
- Plethodon grobmani
- Plethodon hoffmani
- Plethodon hubrichti
- Plethodon idahoensis
- Plethodon jordani
- Plethodon kentucki
- Plethodon kiamichi
- Plethodon kisatchie
- Plethodon larselli
- Plethodon meridianus
- Plethodon metcalfi
- Plethodon mississippi
- Plethodon montanus
- Plethodon neomexicanus
- Plethodon nettingi
- Plethodon ocmulgee
- Plethodon ouachitae
- Plethodon petraeus
- Plethodon punctatus
- Plethodon richmondi
- Plethodon savannah
- Plethodon sequoyah
- Plethodon serratus
- Plethodon shenandoah
- Plethodon sherando
- Plethodon shermani
- Plethodon stormi
- Plethodon teyahalee
- Plethodon vandykei
- Plethodon variolatus
- Plethodon vehiculum
- Plethodon ventralis
- Plethodon virginia
- Plethodon websteri
- Plethodon wehrlei
- Plethodon welleri
- Plethodon yonahlossee